# Campeonato Mundial de Natação em Piscina Curta de 2022 - 50 m costas masculino
A prova dos 50 metros nado costas masculino do Campeonato Mundial de Natação em Piscina Curta de 2022 foi disputada entre os dias 15 e 16 de dezembro de 2022, no Melbourne Sports and Aquatics Centre, em Melbourne, na Austrália.

## Recordes
Antes desta competição, os recordes mundiais e do campeonato nesta prova eram os seguintes:
|                       | Nome             | Nacionalidade | Tempo | Local | Data                  |
| --------------------- | ---------------- | ------------- | ----- | ----- | --------------------- |
| Recorde mundial       | Florent Manaudou | França        | 22.22 | Doha  | 6 de dezembro de 2014 |
| Recorde do campeonato | Florent Manaudou | França        | 22.22 | Doha  | 6 de dezembro de 2014 |

## Medalhistas
| Ouro              | Prata              | Bronze                 |
| Ryan Murphy (USA) | Isaac Cooper (AUS) | Kacper Stokowski (POL) |

## Cronograma
Todos os horários são locais (UTC+11). 
| Data           | Hora  | Evento        |
| -------------- | ----- | ------------- |
| 15 de dezembro | 11:19 | Eliminatórias |
| 15 de dezembro | 19:59 | Semifinal     |
| 16 de dezembro | 21:11 | Final         |

## Resultados

### Eliminatórias
As eliminatórias ocorreram no dia 15 de dezembro com início às 11:19.
| Colocação | Bateria | Raia | Nadador              | Nacionalidade            | Tempo | Notas            |
| --------- | ------- | ---- | -------------------- | ------------------------ | ----- | ---------------- |
| 1         | 4       | 5    | Kacper Stokowski     | Polónia                  | 22.78 | Q,               |
| 2         | 6       | 2    | Isaac Cooper         | Austrália                | 22.79 | Q,               |
| 3         | 5       | 3    | Pieter Coetze        | África do Sul            | 23.01 | Q                |
| 4         | 5       | 4    | Dylan Carter         | Trinidad e Tobago        | 23.07 | Q                |
| 5         | 5       | 5    | Lorenzo Mora         | Itália                   | 23.09 | Q                |
| 6         | 4       | 3    | Javier Acevedo       | Canadá                   | 23.10 | Q,               |
| 7         | 3       | 8    | Andrei Anghel        | Roménia                  | 23.12 | Q                |
| 8         | 6       | 5    | Apostolos Christou   | Grécia                   | 23.18 | Q                |
| 8         | 6       | 8    | Hunter Armstrong     | Estados Unidos           | 23.18 | Q                |
| 10        | 6       | 4    | Ryan Murphy          | Estados Unidos           | 23.22 | Q                |
| 11        | 4       | 6    | Ole Braunschweig     | Alemanha                 | 23.25 | Q                |
| 11        | 6       | 3    | Takeshi Kawamoto     | Japão                    | 23.25 | Q                |
| 13        | 5       | 2    | Tomáš Franta         | Chéquia                  | 23.26 | Q,               |
| 14        | 4       | 2    | Marek Ulrich         | Alemanha                 | 23.28 | Q                |
| 15        | 3       | 2    | Ksawery Masiuk       | Polónia                  | 23.35 | Q                |
| 16        | 6       | 6    | Ryosuke Irie         | Japão                    | 23.38 | Q                |
| 17        | 4       | 8    | Thierry Bollin       | Suíça                    | 23.48 | Recorde nacional |
| 18        | 5       | 8    | Cameron Gray         | Nova Zelândia            | 23.49 |                  |
| 19        | 5       | 7    | Simon Bucher         | Áustria                  | 23.55 |                  |
| 20        | 3       | 3    | Lamar Taylor         | Bahamas                  | 23.58 | Recorde nacional |
| 20        | 5       | 6    | Mewen Tomac          | França                   | 23.58 |                  |
| 22        | 4       | 7    | Markus Lie           | Noruega                  | 23.65 |                  |
| 23        | 2       | 2    | João Costa           | Portugal                 | 23.80 |                  |
| 23        | 3       | 1    | Bradley Woodward     | Austrália                | 23.80 |                  |
| 25        | 4       | 1    | Ng Cheuk Yin         | Hong Kong                | 23.83 |                  |
| 26        | 5       | 1    | Wang Gukailai        | China                    | 23.97 |                  |
| 27        | 2       | 7    | Chuang Mu-lun        | Taipé Chinesa            | 24.15 | Recorde nacional |
| 28        | 3       | 5    | Charles Hockin       | Paraguai                 | 24.29 |                  |
| 28        | 6       | 1    | Rasim Oğulcan Gör    | Turquia                  | 24.29 |                  |
| 30        | 2       | 4    | Maximillian Wilson   | Ilhas Virgens Americanas | 24.31 |                  |
| 31        | 3       | 6    | Jerard Jacinto       | Filipinas                | 24.36 | Recorde nacional |
| 32        | 6       | 7    | Doruk Tekin          | Turquia                  | 24.63 |                  |
| 33        | 2       | 1    | Ģirts Feldbergs      | Letônia                  | 24.67 |                  |
| 34        | 3       | 7    | Armin Evert Lelle    | Estónia                  | 24.69 |                  |
| 35        | 1       | 3    | Miguel Vásquez       | Guatemala                | 25.31 | Recorde nacional |
| 36        | 1       | 4    | Abdellah Ardjoune    | Argélia                  | 25.71 |                  |
| 37        | 1       | 5    | Kokoro Frost         | Samoa                    | 26.18 |                  |
| 38        | 1       | 6    | Alan Koti Lopeti Uhi | Tonga                    | 26.84 |                  |
| 39        | 1       | 7    | Ayman Kelzi          | Síria                    | 27.19 | Recorde nacional |
| 40        | 2       | 6    | Meiron Cheruti       | Israel                   | DSQ   | DSQ              |
| 40        | 1       | 2    | Sheku Kamara         | Serra Leoa               | DNS   | DNS              |
| 40        | 2       | 3    | Akalanka Peiris      | Sri Lanka                | DNS   | DNS              |
| 40        | 2       | 5    | Ziyad Saleem         | Sudão                    | DNS   | DNS              |
| 40        | 2       | 8    | Yazan Al-Bawwab      | Palestina                | DNS   | DNS              |
| 40        | 3       | 4    | Yeziel Morales       | Porto Rico               | DNS   | DNS              |
| 40        | 4       | 4    | Robert Glință        | Roménia                  | DNS   | DNS              |

### Semifinal
A semifinal ocorreu no dia 15 de dezembro com início às 19:59.
| Colocação | Bateria | Raia | Nadador            | Nacionalidade     | Tempo | Notas     |
| --------- | ------- | ---- | ------------------ | ----------------- | ----- | --------- |
| 1         | 1       | 4    | Isaac Cooper       | Austrália         | 22.52 | Q, WJ,    |
| 2         | 2       | 4    | Kacper Stokowski   | Polónia           | 22.74 | Q,        |
| 2         | 1       | 2    | Ryan Murphy        | Estados Unidos    | 22.74 | Q         |
| 4         | 2       | 5    | Pieter Coetze      | África do Sul     | 22.86 | Q         |
| 5         | 1       | 5    | Dylan Carter       | Trinidad e Tobago | 22.90 | Q         |
| 5         | 2       | 3    | Lorenzo Mora       | Itália            | 22.90 | Q         |
| 7         | 1       | 1    | Marek Ulrich       | Alemanha          | 23.03 | Q         |
| 8         | 1       | 3    | Javier Acevedo     | Canadá            | 23.05 | DES, RET, |
| 8         | 1       | 6    | Apostolos Christou | Grécia            | 23.05 | DES       |
| 8         | 2       | 2    | Hunter Armstrong   | Estados Unidos    | 23.05 | DES       |
| 11        | 2       | 7    | Ole Braunschweig   | Alemanha          | 23.08 |           |
| 12        | 1       | 7    | Takeshi Kawamoto   | Japão             | 23.19 |           |
| 13        | 2       | 8    | Ksawery Masiuk     | Polónia           | 23.29 |           |
| 14        | 1       | 8    | Ryosuke Irie       | Japão             | 23.49 |           |
| 15        | 2       | 1    | Tomáš Franta       | Chéquia           | DSQ   | DSQ       |
| 15        | 2       | 6    | Andrei Anghel      | Roménia           | DSQ   | DSQ       |

Desempate
Uma prova extra foi realizada no dia 16 de dezembro às 12:55 para a definição do último finalista.
| Colocação | Raia | Nadador            | Nacionalidade  | Tempo | Notas |
| --------- | ---- | ------------------ | -------------- | ----- | ----- |
| 1         | 4    | Apostolos Christou | Grécia         | 23.15 | Q     |
| 2         | 5    | Hunter Armstrong   | Estados Unidos | 23.30 |       |

### Final
A final foi realizada no dia 16 de dezembro com início às 21:11.
| Colocação         | Raia | Nadador            | Nacionalidade     | Tempo | Notas            |
| ----------------- | ---- | ------------------ | ----------------- | ----- | ---------------- |
| Medalha de ouro   | 5    | Ryan Murphy        | Estados Unidos    | 22.64 |                  |
| Medalha de prata  | 4    | Isaac Cooper       | Austrália         | 22.73 |                  |
| Medalha de bronze | 3    | Kacper Stokowski   | Polónia           | 22.74 | Recorde nacional |
| 4                 | 7    | Lorenzo Mora       | Itália            | 22.81 |                  |
| 5                 | 6    | Pieter Coetze      | África do Sul     | 22.84 | Recorde africano |
| 6                 | 8    | Apostolos Christou | Grécia            | 23.10 |                  |
| 6                 | 2    | Dylan Carter       | Trinidad e Tobago | 23.12 |                  |
| 8                 | 1    | Marek Ulrich       | Alemanha          | 23.37 |                  |

Legenda
| Recorde mundial       | Recorde mundial (World record)               |                       | Recorde africano                      | Recorde africano (African) |                                           | Q | Classificado por posição (Qualified) |
| Recorde do campeonato | Recorde do campeonato (Championship record)  | Recorde da América    | Recorde da América (Americas)         | q                          | Classificado por melhor tempo (Qualified) |   |                                      |
| Melhor marca do ano   | Melhor marca do ano (World leading)          | Recorde asiático      | Recorde asiático (Asian)              | DNS                        | Não largou (Did not start)                |   |                                      |
| Recorde nacional      | Recorde nacional (National record)           | Recorde europeu       | Recorde europeu (European)            | DNF                        | Não terminou (Did not finish)             |   |                                      |
| Recorde pessoal       | Recorde pessoal do atleta (Personal best)    | Recorde da Oceania    | Recorde da Oceania (Oceania)          | DSQ / DQ                   | Desclassificado (Disqualified)            |   |                                      |
| Recorde da temporada  | Recorde da temporada do atleta (Season best) | Recorde sul-americano | Recorde sul-americano (South America) | NM                         | Sem marca (No mark)                       |   |                                      |